# ГАЕС Олівенгейн
ГАЕС Олівенгейн — гідроакумулювальна електростанція у штаті Каліфорнія (Сполучені Штати Америки), головною метою спорудження якої було забезпечення додаткової стійкості системи водопостачання Сан-Дієго.
У 1919 році на San Dieguito Creek (впадає до Тихого океану на північній околиці Сан-Дієго) спорудили бетонну багатоаркову греблю Hodges висотою від тальвегу 40 метрів (від підошви фундаменту — 48 метрів) та довжиною 222 метри. Вона складається з 23 невеликих арок та утримує водосховище Lake Hodges з площею поверхні 5 км2 та об'ємом 37,3 млн м3, яке використовується в системі водопостачання Сан-Дієго.
Наприкінці 1990-х вирішили вжити додаткових заходів на випадок тривалого переривання подачі води внаслідок пошкоджень акведуків від сильних землетрусів. Для цього дещо північніше від Lake Hodges у 2000—2003 роках створили резервуар Olivenhain, розташований в одному з бічних каньйонів, що виходять ліворуч до Ескондідо-Крік (впадає до Тихого океану за два десятки кілометрів від північної околиці Сан-Дієго). Тут звели греблю із ущільненого котком бетону висотою 97 метрів та довжиною 732 метри, яка потребувала 1 млн м3 матеріалу (а для облаштування її фундаменту довелось провести вибірку 535 тис. м3 скельних порід). Ця споруда утримує водосховище з площею поверхні 0,81 км2 та об'ємом 29,5 млн м3.
Поповнення запасів у сховищі Olivenhain здійснюється із Lake Hodges під час роботи гідроагрегатів ГАЕС Olivenhain у насосному режимі. Всього тут встановлено дві оборотні турбіни типу Френсіс потужністю по 20 МВт, а сполучення між верхнім (Olivenhain) та нижнім (Lake Hodges) резервуарами, різниця висот між якими складає 235 метрів, організовано за допомогою водоводу довжиною 2 км з діаметром 3 метри. При роботі у генераторному режимі в 2017 році станція виробила 58 млн кВт-год електроенергії, необхідної для покриття пікових навантажень в енергосистемі.
Зв'язок станції з енергосистемою відбувається по ЛЕП, розрахованій на роботу під напругою 69 кВ.